# خوسيه أنطونيو ميد
خوسيه أنطونيو ميد هو محامي واقتصادي وسياسي مكسيكي، ولد في 27 فبراير 1969 في مدينة مكسيكو في المكسيك. نشط حزبياً في الحزب الثوري المؤسساتي.

## مناصب
- انتخب مرشح الحزب الثوري المؤسسي لرئاسة المكسيك ‏ (2018 – ).
- انتخب Secretary of Finance and Public Credit ‏ (7 سبتمبر 2016 – 27 نوفمبر 2017).
- انتخب وزير الشؤون الاجتماعية ‏ (28 أغسطس 2015 – 6 سبتمبر 2016).
- انتخب وزير الخارجية [الإنجليزية]‏ (1 ديسمبر 2012 – 27 أغسطس 2015).
- انتخب Secretary of Finance and Public Credit ‏ (7 سبتمبر 2011 – 30 نوفمبر 2012).
- انتخب وزير الطاقة ‏ (7 يناير 2011 – 7 سبتمبر 2011).